# Ribes colandina
Ribes colandina är en ripsväxtart som beskrevs av Weigend. Ribes colandina ingår i släktet ripsar, och familjen ripsväxter. Inga underarter finns listade i Catalogue of Life.